# Clinus rotundifrons
Clinus rotundifrons är en fiskart som beskrevs av Barnard, 1937. Clinus rotundifrons ingår i släktet Clinus och familjen Clinidae. Inga underarter finns listade i Catalogue of Life.